# Google Summer of Code

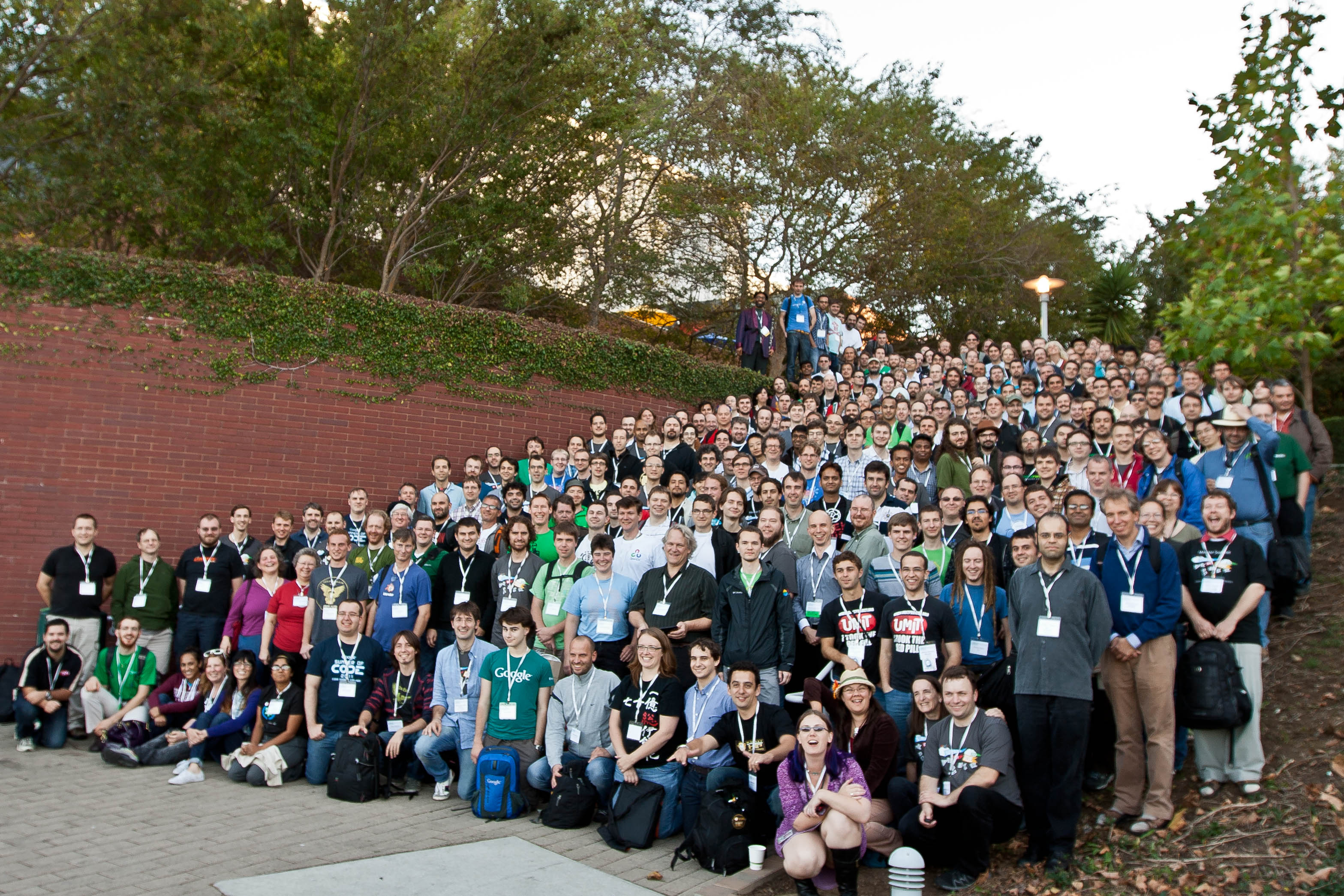
Foto grupal en el Google Summer of Code de 2012

Google Summer of Code («Verano del Código de Google» en inglés), a menudo abreviado GSoC es un programa que se realiza todos los años desde su primera edición en 2005. Google paga el salario (5500 dólares en 2016) de los estudiantes que programan en un proyecto de software libre durante los meses de mayo a agosto. El programa está abierto para estudiantes universitarios de todo el mundo que tengan 18 años o más.
La idea del programa Summer of Code (SoC) vino directamente de los fundadores de Google, Sergey Brin y Larry Page. Desde 2007 hasta 2009 Leslie Hawthorn, involucrado en el proyecto desde 2006, fue el director del programa. En 2010, Carol Smith se hizo cargo de su gestión.

## Información general
El programa anima a los estudiantes que cumplan los criterios de elegibilidad a presentar hasta cinco propuestas en los que detallen el trabajo que desean realizar. Estas aplicaciones se evalúan por la organización mentora correspondiente. Cada organización debe proporcionar mentores para cada una de las ideas de proyectos recibidos, siempre que consideren que el proyecto se beneficiaría con la propuesta recibida. Después los mentores clasifican las propuestas y deciden que propuestas aceptar. Google decide cuántos proyectos tiene cada organización como máximo, teniendo en cuenta cuántas propuestas ha recibido la organización.
En el caso de que un estudiante presente una propuesta en más de una organización, Google media entre todas las organizaciones implicadas que deben ponerse de acuerdo para ver quién se "queda" con el estudiante. La otra organización debe seleccionar otra propuesta o dejar la plaza vacía. 
Google ha publicado las 10 universidades que mayor participación han tenido en el periodo 2005-2012. La lista es la siguiente:
| Posición | Universidad                                                  | País           | # of accepted students, 2005–2012 |
| -------- | ------------------------------------------------------------ | -------------- | --------------------------------- |
| 1        | University of Moratuwa                                       | Sri Lanka      | 164                               |
| 2        | Polytechnic University of Bucharest                          | Romania        | 75                                |
| 3        | National University of Singapore                             | Singapur       | 58                                |
| 3        | Technische Universität Wien                                  | Austria        | 58                                |
| 3        | Universidade Estadual de Campinas                            | Brasil         | 58                                |
| 4        | University of Toronto                                        | Canadá         | 57                                |
| 5        | Indian Institute of Technology                               | India          | 51                                |
| 6        | Gdańsk University of Technology                              | Polonia        | 49                                |
| 7        | Graduate University of Chinese Academy of Sciences           | China          | 48                                |
| 8        | International Institute of Information Technology, Hyderabad | India          | 42                                |
| 8        | Wroclaw University of Technology                             | Polonia        | 42                                |
| 9        | University of Illinois at Urbana-Champaign                   | Estados Unidos | 41                                |
| 10       | Indian Institute of Technology (BHU) Varanasi                | India          | 38                                |
| 11       | Birla Institute of Technology and Science                    | India          | 26                                |

## Historia

### 2005
En 2005, más de 8740 propuestas de proyectos se presentaron para los 200 puestos disponibles para estudiantes. Debido a la abrumadora respuesta, Google amplió el número de plazas a 419.
Las organizaciones eran responsables de la revisión y selección de las propuestas, así como de proporcionar orientación a los estudiantes para ayudarles a realizar el trabajo detallado en su propuesta. Los estudiantes que completaron con éxito el trabajo según su organización recibieron 4500 dólares y una camiseta de Google Summer of Code, mientras que cada organización recibió 500 dólares por proyecto. Aproximadamente el 80% de los proyectos se completaron con éxito en 2005, aunque las tasas varían por la organización: Ubuntu, por ejemplo, reportó una tasa de finalización de sólo el 64%, y KDE. reportó una tasa de finalización de 67%. Muchos proyectos continuaron después del verano, incluso a pesar de que el GSoC había terminado, y algunos cambiaron dirección durante su desarrollo.
Por primera Summer of Code, Google fue criticado por no dar tiempo suficiente para abrir las organizaciones de origen para que pudieran planificar proyectos para el Summer of Code. A pesar de estas críticas hay 41 organizaciones involucradas, incluyendo FreeBSD, Apache, KDE, Ubuntu, Blender, Mozdev y Google sí mismo.
De acuerdo a un post del blog de Chris DiBona, gerente de programas de código abierto de Google, "algo así como el 30 por ciento de los estudiantes se quedaron con sus grupos pasado SoC [Summer of Code]." El desarrollador de Mozilla Gervase Markham también comentó que ninguno de los 10 proyectos de Mozilla Google patrocinadas sobrevivió después del evento. Sin embargo, el Gaim (ahora Pidgin) proyecto fue capaz de contar con suficiente apoyo de codificación a través del evento para incluir los cambios en Gaim ( ahora Pidgin) 2.0, la Jabber Software Foundation (ahora Estándares XMPP Foundation) y KDE proyecto también cuentan algunos proyectos que sobreviven de su propio del evento (KDE sólo contaba 1 continuando proyecto desde de los 24 proyectos que patrocinó).

### 2006
En 2006, se presentaron alrededor de 6.000 solicitudes, menos que el año anterior, debido a todos los solicitantes debían tener una cuenta de Google, lo que reduce el número de solicitudes recibidas por spam. Google y la mayoría de los mentores coinciden en que las propuestas eran de mucha más calidad que las recibidas en 2015. Además, el número de organizaciones aumentó a 102, más del doble que el año anterior. Además de las organizaciones que participaron en el año 2005, también participaron organizaciones como Debian, GNU, Gentoo, Adium y PHP. Google decidió financiar unos 600 proyectos.
El plazo de solicitud del estudiante se prorrogó hasta 09/05/2006, a las 11:00 PDT. Aunque los resultados fueron a declarar a las 5:00 p. m. PDT, hubo un considerable retraso en la publicación como Google no esperaba que varios estudiantes pueden seleccionar en más de una organización. Google permite a un estudiante para llevar a cabo un solo proyecto, como parte del programa. Tomó Google varias horas para resolver las aceptaciones duplicados. Las cartas de aceptación se enviarán el 24 de mayo, a las 03:13 a. m. PDT, pero las cartas se enviaron a unos 1.600 solicitantes que tenían de hecho, no fue aceptada por el comité de SoC de Google. A las 3:38 a. m. PDT, Chris DiBona publicado una disculpa a la lista de correo oficial, y agregó que "Estamos muy profundamente apenado por esto. Si recibió dos correos electrónicos, uno que decía que fue aceptado y otro que no fue aceptado, esto significo que usted no estaba aceptado".
Google ha publicado una lista definitiva de los proyectos aceptados en el programa en el sitio web SoC. Las propuestas de los propios eran visibles al público durante algunas horas, después de lo cual se tomaron en respuesta a las quejas de los participantes acerca de la información "sensible y privada" que sus aplicaciones contenidas. Sin embargo, Google ha decidido ya que estos problemas al permitir que cada estudiante involucrado en el Summer of Code de proporcionar un breve mensaje abstracto que es públicamente visible y totalmente independiente del contenido de la propuesta actual que se presentó a Google.
El Summer of Code 2006 finalizó el 2006-09-08. Según Google, el 82% de los estudiantes recibió una evaluación positiva al final del programa.

### 2007
En 2007, Google aceptó 131 organizaciones y más de 900 estudiantes. Esos 131 organizaciones tenían un total de casi 1.500 mentores. Los estudiantes se les permitió presentar un máximo de 20 aplicaciones aunque sólo uno podría ser aceptado. Google recibió cerca de 6.200 aplicaciones. Para permitir que más estudiantes a aplicar, Google amplió la fecha límite de marzo 24 a marzo 26 en el último minuto. Luego se volvió a prorrogar hasta el 27 de marzo.
El 11 de abril, las cartas de aceptación se retrasaron debido a los esfuerzos adicionales que participan en la resolución de envíos duplicados. En un momento, la interfaz web cambia cada aplicación para tener el estado no seleccionado. Funcionarios de Google informó que sólo el correo electrónico de aceptación fue la indicación de aceptación definitiva.

### 2008
En 2008, Google eligió a 174 organizaciones de código abierto para participar en el Summer of Code, en gran medida pasó de 131 el año anterior y 102 en 2006. Cada organización fue elegido sobre la base de una serie de criterios, como la virtud de los proyectos, las ideas dadas por los estudiantes para trabajar en, y la capacidad de los mentores para asegurar que los estudiantes los proyectos terminados con éxito. Se recibieron casi 7.100 propuestas para el Summer of Code 2008, de los cuales se seleccionaron 1125.
Los resultados universitarios fueron anunciados el 8 de mayo de 2008 en "Open Source en Google" de Google blog. De acuerdo con ello, de la Universidad de Moratuwa llegó por primera vez en los dos "Top 10 Universidades de 2.008 solicitantes GSoC" y "Top 10 universidades aceptados 2008 "categorías. GSoC Universidad Tecnológica de Wroclaw capaces de asegurar el segundo lugar en "2008 Aceptado GSoC: Top 10 Universidades" categoría, mientras que la Universidad Estadual de Campinas se convirtió en el segundo lugar en "2.008 solicitantes GSoC: categoría Top 10 Universidades".

### 2009
Para 2009 Google redujo el número de proyectos de software a 150, y coronó la serie de proyectos de los estudiantes que aceptaría en 1000, el 85 por ciento de los cuales se completaron con éxito.
A partir de 2009, de la Universidad de Moratuwa en Sri Lanka ocupa el primer lugar en cuanto al número de premios recibidos por los alumnos durante el período de cinco años 2005-2009 asegurar 79 estudiantes aceptados.

### 2010
En 2010, Google aceptó 150 proyectos de software y 1026 estudiantes de 69 países en todo el mundo. Los diez primeros países por número de estudiantes aceptados en el 2010 son: Estados Unidos (197) India (125), Alemania (57), Brasil (50), Polonia (46), Canadá (40), China (39), Estados Unidos (36), Francia (35), Sri Lanka (34).

### 2011
El número de organizaciones se ha aumentado a 175, de los cuales 50 son nuevos. 1115 estudiantes han sido aceptados. Un total de 595 universidades diferentes han participado en el programa, 160 de los cuales eran nuevos en el programa. Las 13 universidades con el mayor número de estudiantes aceptados en este año el Google Summer of Code en cuenta el 14,5% de los estudiantes .Universidad de Moratuwa, Sri Lanka ha asegurado la primera posición en el programa de este año con 27 estudiantes aceptados. Universidad Politécnica de Bucarest, Rumanía fue el segundo con 23 alumnos aceptados, mientras que Instituto Indio de Tecnología, Kharagpur, India quedó en tercer lugar con 14 estudiantes.
El desglose de los títulos universitarios para el 2011 Google Summer of Code ha sido la siguiente: 55% de los estudiantes eran estudiantes universitarios, el 23,3% estaban llevando a cabo sus estudios de máster, el 10,2% trabajaba en su doctorado y el 11,5% no especificó a qué grado estaban trabajando.

### 2012
Google había anunciado el Google Summer of Code 2012, el 4 de febrero de 2012. El 23 de abril de 2012, Google anunció que 1.212 propuestas fueron aceptadas en 180 organizaciones. Por primera vez desde su creación, el mayor número de GSoC participantes procedían de la India (227), seguido de los EE. UU. (173) y Alemania (72). La Universidad de Moratuwa continuó su dominio con 29 selecciones, seguida por la India tech escuela BITS Pilani con 26 selecciones de la Goa y las escuelas Pilani. Sumado a ello, Dhriubhai Ambani Instituto de Información y Comunicación (DA-IICT), Gandhinagar encabezó Universidades de la India en el número de selecciones. Llegó tercero a nivel mundial con 17 selecciones.

### 2013
Google ha anunciado el Google Summer of Code 2013 el 11 de febrero de 2013. El 8 de abril de 2013, Google anunció 177 proyectos y las organizaciones de código abierto que tomarían parte de este año. Se aceptaron 1192 propuestas.

### 2014
El 21 de abril de 2014 se anunciaron los 1307 estudiantes cuyas propuestas habían sido aceptadas.

### 2015
El 27 de abril de 2015 se anunciaron los 1051 estudiantes cuyas propuestas habían sido aceptadas.

### 2016
Google presentó el Google Summer of Code 2016 el 9 de febrero de 2016. Las organizaciones pudieron apuntarse hasta el 19 de febrero del mismo año. 180 organizaciones fueron aceptadas. Por su parte, los estudiantes pudieron enviar sus propuestas del 14 al 25 de marzo de 2016. Se registraron 18981 estudiantes (un 36% más que en 2015) y se presentaron 7543 propuestas de 5107 estudiantes de 142 países. El 22 de abril de 2016 se anunciaron los 1206 estudiantes cuyas propuestas habían sido aceptadas.